# Enrique Wernicke
Enrique Wernicke (* 25. Februar 1915 in Buenos Aires; † 30. August 1968 ebenda)  war ein argentinischer Journalist, Puppenspieler und Schriftsteller. 
Wernicke verbrachte seine Kindheit und Jugend auf der elterlichen Estancia. Seinen Lebensunterhalt verdiente er sich in den verschiedensten Berufen; jahrelang zog er als Puppenspieler durch das ganze Land und später verkaufte er als Hausierer selbstproduziertes Spielzeug (u. a. Bleisoldaten). Jahrelang schrieb er als Journalist meistenteils für die Zeitungen „El Mundo“ und „Crítica“ und daneben entstand mit der Zeit ein beachtenswertes eigenständiges Œuvre. 
Im Alter von 53 Jahren starb Enrique Wernicke am 30. August 1968 in Buenos Aires und fand dort auch seine letzte Ruhestätte. 

## Werke (Auswahl)
Erzählungen
- Función y muerte en el cine ABC. 1940.
- Hans Grillo. 1940.
- Los que se van. 1957.
- El señor Cisne. 1947

Lyrik
- El capitán convaleciente. 1938.
- Palabras para un amigo. 1937.
- Tucumán de paso. 1949.

Romane
- El agua. Novela. 1968.
- Chacareros. Novela. 1951.
- La ribera. Novela. 1955.
- La tierra del bien-te-veo. Novela. 1948.

Theater
- Los aparatos. 1965.
- Otros sainetes contemporáneos. 1962.
- Sainetes contemporáneos. 1965.